# Xã Medford, Quận Reno, Kansas
Xã Medford (tiếng Anh: Medford Township) là một xã thuộc quận Reno, tiểu bang Kansas, Hoa Kỳ. Năm 2010, dân số của xã này là 154 người.